# Xã Turtle Lake, Quận Beltrami, Minnesota
Xã Turtle Lake (tiếng Anh: Turtle Lake Township) là một xã thuộc quận Beltrami, tiểu bang Minnesota, Hoa Kỳ. Năm 2010, dân số của xã này là 1.195 người.